# Lars Eriksson
Lars Eriksson (Stockholm, 1965. szeptember 21. –) svéd válogatott labdarúgókapus.
A svéd válogatott tagjaként részt vett az 1990-es és 1994-es világ-, illetve az 1992-es Európa-bajnokságon.

## Sikerei, díjai
Malmö FF
- Svéd bajnok (1): 2001

IFK Norrköping
- Svéd bajnok (1): 1992
- Svéd kupagyőztes (2): 1991, 1994

FC Porto
- Portugál bajnok (3): 1995–96, 1996–97, 1997–98
- Portugál kupagyőztes (1): 1997–98

Svédország
- Világbajnoki bronzérmes (1): 1994
- Európa-bajnoki harmadik helyezett (1): 1992